# Brunswick Records
Brunswick Records é uma gravadora norte-americana.
Gravações sob o selo "Brunswick" eram produzidos originalmente pela Brunswick-Balke-Collender Company (uma empresa sediade em Dubuque, Iowa), que fabricava de peças para piano à equipamentos esportivos desde 1845. A empresa começou a produzir seus fonógrafos em 1916, posteriormente passando a lançar sua própria linha de discos.
Em 1930 a Brunswick-Balke-Collender vendeu o selo para a Warner Brothers, que no ano seguinte o passou para a American Record Corporation. Em 1932 a filial britânica da Brunswick foi vendida à Decca Records.
Em 1939 a American Record Corp. acabou com o selo, o que desrespeitava os termos de contrato com a Warner. A Brunswick passou então definitivamente para as mãos da Decca, que o reviveu em 1944.
Nos anos 50 a Decca fez da Brunswick seu selo de rock and roll, apresentando artistas como Buddy Holly. Nos anos 60 ele seria usado principalmente para artistas negros, como Jackie Wilson, seu principal astro no período. O selo foi abandonado em 1973, quando todas as empresas que pertenciam à Music Corporation Of America - inclusive a Decca, a Uni Records e a Kapp Records - foram transformadas na MCA Records.